# Marek Krzymkowski
Marek Krzymkowski (ur. 5 czerwca 1964) – polski prawnik, radca prawny, doktor habilitowany nauk prawnych, specjalizuje się w ustroju Księstwa Warszawskiego, historii biurokracji na ziemiach polskich oraz w prawie urzędniczym, nauczyciel akademicki Uniwersytetu im. Adama Mickiewicza w Poznaniu.

## Życiorys
Ukończył historię (1988) na Wydziale Historycznym UAM oraz prawo (1990) na Wydziale Prawa i Administracji UAM. W 1999 otrzymał stopień doktorski na podstawie pracy pt. Statut prawny urzędników Księstwa Warszawskiego (promotorem był Jerzy Walachowicz). Habilitował się w 2013 na podstawie oceny dorobku naukowego i rozprawy Rada Stanu Księstwa Warszawskiego. Od 1990 pracuje w Katedrze Historii Ustroju Państwa na Wydziale Prawa i Administracji UAM (od 1999 jako adiunkt). Od 1993 wpisany na listę radców prawnych; od 2000 r. prowadzi własną kancelarię prawną. 

## Wybrane publikacje
- Status prawny urzędników Księstwa Warszawskiego, wyd. 2004, ISBN 83-87148-61-X
- Historia ustroju i prawa w Polsce 1772/1795-1918. Wybór źródeł (wraz z M. Kallasem), wyd. 2006, ISBN 83-01-14798-9
- Rada Stanu Księstwa Warszawskiego, wyd. 2011 9788360550304
- Protokoły Rady Ministrów Księstwa Warszawskiego. T. 1, 1808-1809 (opracowanie, wraz z P. Pilarczykiem), wyd. 2015, ISBN 978-83-232-2843-1
- ponadto rozdziały w pracach zbiorowych i artykuły publikowane w czasopismach prawniczych, m.in. w "Czasopiśmie Prawno-Historycznym"[1]